# Kjell Espmark
Kjell Erik Espmark (Strömsund, 19 febbraio 1930 – 18 settembre 2022) è stato uno scrittore e storico della letteratura svedese.

## Biografia
Fu eletto membro dell'Accademia svedese il 5 marzo 1981 ed entrò in carica il 20 dicembre 1981, occupando il Seggio numero 16, subentrando al linguista Elias Wessén. Il 6 aprile 2018 annunciò le sue dimissioni dall'Accademia in segno di protesta.
Insegnò letteratura svedese all'Università di Stoccolma.

## Opere
- Mordet på Benjamin (1956)
- Världen genom kameraögat (1958)
- Mikrokosmos (1961)
- Livsdyrkaren Artur Lundkvist : studier i hans lyrik till och med Vit man (1964)
- Det offentliga samtalet (1968)
- Harry Martinson erövrar sitt språk : en studie i hans lyriska metod 1927-1934 (1970)
- Samtal under jorden (1972)
- Det obevekliga paradiset (1975)
- Att översätta själen : en huvudlinje i modern poesi - från Baudelaire till surrealismen (1975)
- Sent i Sverige (1976)
- Själen i bild : en huvudlinje i modern svensk poesi (1977)
- Försök till liv (1979)
- Elias Wessén : inträdestal i Svenska akademien (1981)
- Tecken till Europa (1982)
- Resans formler: en studie i Tomas Tranströmers poesi (1983)
- Den hemliga måltiden (1984)
- Dialoger (1985)
- Glömskan (1987)
- Missförståndet (1989)
- Föraktet (1991)
- När vägen vänder (1992)
- Lojaliteten (1993)
- Hatet (1995)
- Revanschen (1996)
- Glädjen (1997)
- Det andra livet (1998)
- Glömskans tid (1999)
- De levande har inga gravar (2002)
- Utanför kalendern (2003)
- Béla Bartók mot Tredje riket (2004)
- Harry Martinson - mästaren (2005)
- Motvilliga historier (2006)
- Vintergata (2007)
- Albatrossen på däcket (2008)
- Det enda nödvändiga : dikter 1956-2009 (2010)
- Marx i London och andra pjäser (2011)
- Lend Me Your Voice (2011), poesia, traduzione inglese a cura di Robin Fulton
- I vargtimmen (2012)
- Outside the Calendar (2012), poesia, traduzione inglese a cura di Robin Fulton
- Hoffmanns försvar (2013)
- Den inre rymden (2014)

## Riconoscimenti
- 1976: Premio Carl Emil Englund
- 1985: Premio Bellman
- 1989: Premio Kellgren
- 2000: De Nios Stora Pris la Samfundet De Nio
- 2010: Premio Tranströmer